# TSL Ground
TSL Ground – piłkarski stadion w Hlotse (Leribe), w Lesotho. Swoje mecze rozgrywa na nim drużyna Joy Leribe. Stadion może pomieścić 1000 widzów.